# Characidium interruptum
Characidium interruptum är en fiskart som beskrevs av Pellegrin, 1909. Characidium interruptum ingår i släktet Characidium och familjen Crenuchidae. Inga underarter finns listade i Catalogue of Life.